# 아나스타시야 아라비나
아나스타시야 알렉산드로브나 아라비나(러시아어: Анастасия Александровна Аравина, 1983년 1월 19일 ~ )는 러시아의 배우이다.